# August Paul Brenninkmeijer
August Paul Brenninkmeijer (* 16. Juli 1925 in Rotterdam; † 18. September 2011 in Meerbusch) war ein niederländisch-deutscher Unternehmer und Mäzen.

## Leben
August Paul Brenninkmeijer, Mitglied der Unternehmerfamilie Brenninkmeijer (C&A), engagierte sich maßgeblich für das Lateinische Patriarchat von Jerusalem. Unter dem Motto „Caritas et fides“ unterstützte er das Priesterseminar in Bait Dschala im Palästinensischen Autonomiegebiet Westjordanland und viele weitere Projekte in katholischen Pfarrgemeinden in Jordanien, Palästina und Israel; des Weiteren aber auch für Religionsgemeinschaften, wie in Abu Dis, und die Creche von Bethlehem, einer Kinderkrippe und Findelheim. Ab 1964 war er Mitglied im Deutschen Verein vom Heiligen Lande, davon Vorstandsmitglied von 1985 bis 1997 und Ehrenmitglied seit 1998. 
Am 29. April 1961 wurde er in Bamberg in den Ritterorden vom Heiligen Grab zu Jerusalem investiert; er war zuletzt Großkreuzritter. Ferner war er Träger des Großen Verdienstkreuzes des Verdienstordens der Bundesrepublik Deutschland und Träger der Goldenen Palme von Jerusalem.
Aus der Ehe mit Gerarda (Gerda) Brenninkmeijer Teeuwen gehen sechs Kinder hervor.
August Paul Brenninkmeijer wurde in seinem Heimatort Mettingen beigesetzt.